# Alice Burton Russell
Pour les articles homonymes, voir Russell.
Ne doit pas être confondu avec Alice Russell.
Alice Burton Russell (30 juin 1892 - décembre 1984) est une actrice et productrice de cinéma américaine. Afro-Américaine, elle se marie le 20 mars 1926 avec le réalisateur Oscar Micheaux, dont elle est la seconde épouse. Elle décède, à l'âge de 92 ans, à New Rochelle aux États-Unis.

## Filmographie
La filmographie d'Alice Burton Russell, comprend les films suivants :
Actrice
- 1927 : The Broken Violin
- 1928 : When Men Betray (en)
- 1929 : The Wages of Sin (en)
- 1930 : A Daughter of the Congo (en)
- 1930 : Easy Street (en)
- 1932 : The Girl from Chicago
- 1934 : Harlem After Midnight (en)
- 1935 : Murder in Harlem
- 1938 : God's Step Children
- 1939 : Birthright (en)
- 1948 : The Betrayal

Productrice
- 1931 : Darktown Revue (en)
- 1935 : Murder in Harlem
- 1939 : Birthright (en)

### Source de la traduction
- (en) Cet article est partiellement ou en totalité issu de l’article de Wikipédia en anglais intitulé « Alice B. Russell » (voir la liste des auteurs).